# Dorila
Dorila es una localidad argentina de la provincia de La Pampa, dentro del Departamento Maracó. 

## Población
Contó con 377 habitantes (Indec, 2010), lo que representó un descenso del 2% frente a los 385 habitantes (Indec, 2001) del censo anterior.
El censo nacional 2022 arrojó 794 habitantes y 432 viviendas.
| Gráfica de evolución demográfica de Dorila entre 1991 y 2022 |
|                                                              |
| Fuente: Censos nacionales del INDEC                          |